# Crvenice
Crvenice su naseljeno mjesto u općini Tomislavgrad, Federacija Bosne i Hercegovine, BiH.

## Povijest
Selo Crvenice se spominje još 1572. godine pod imenom Dubica. To se zna iz dva podatka: prvi je što se u zapisu mostarskog kadije iz te godine navodi da se stanovnici Dubice iz Duvanjskog kraja tuže kadiji da ih izvjesni pop Sava iz Imotskog sa svojim odmetnicima silom želi prevesti na pravoslavlje, a drugi podatak, koji korespondira s prvim, kaže da se sridnji kraj jedan od crveničkih zaselaka i danas u pričama starijih ljudi spominje pod imenom Dubica. 
S obzirom na to da u Duvanjskom kraju nema Dubice do crveničke, pa se nameće zaključak da su Crvenice tada nosile ime Dubica.

## Stanovništvo

### Popisi 1971. – 1991.
| Crvenice           |              |              |              |
| godina popisa      | 1991.        | 1981.        | 1971.        |
| Hrvati             | 771 (99,74%) | 742 (99,86%) | 738 (99,59%) |
| Muslimani          | 0            | 1 (0,13%)    | 0            |
| Srbi               | 0            | 0            | 1 (0,13%)    |
| Jugoslaveni        | 0            | 0            | 0            |
| ostali i nepoznato | 2 (0,25%)    | 0            | 2 (0,26%)    |
| ukupno             | 773          | 743          | 741          |

### Popis 2013.
| Crvenice           |              |
| godina popisa      | 2013.        |
| Hrvati             | 996 (99,90%) |
| Srbi               | 0            |
| Bošnjaci           | 0            |
| ostali i nepoznato | 1 (0,10%)    |
| ukupno             | 997          |

## Poznate osobe
- Petar Miloš, hrvatski novinar, književnik, pisac i kolumnist
- Bože Radoš, hrvatski svećenik, biskup Varaždinske biskupije